# 장난감 나라 (1934년 영화)
장난감 나라(Babes In Toyland)는 미국에서 제작된 거스 메인스, 찰스 로저스 감독의 1934년 영화이다. 스탠 로렐 등이 주연으로 출연하였고 할 로치 등이 제작에 참여하였다.

## 출연

### 주연
- 스탠 로렐
- 올리버 하디
- 플로렌스 로버츠
- 헨리 브랜든

### 조연
- 프랭크 오스틴
- 에디 베이커
- 빌리 블레처
- 윌리엄 버레스
- 진 달링
- 자니 다운스
- 존 조지
- 섬너 겟첼
- 구스 레너드
- 페르디난드 무니어
- 찰스 버디 로저스
- 마리 윌슨

## 같이 보기
- 크리스마스 영화 목록